# Antonín Škrdla
Antonín Škrdla (25. května 1917 Heraltice – 3. srpna 1951 Jihlava) byl český vedoucí polesí a protikomunistický odbojář odsouzený v politickém procesu komunistickým režimem k trestu smrti a v roce 1951 popraven.

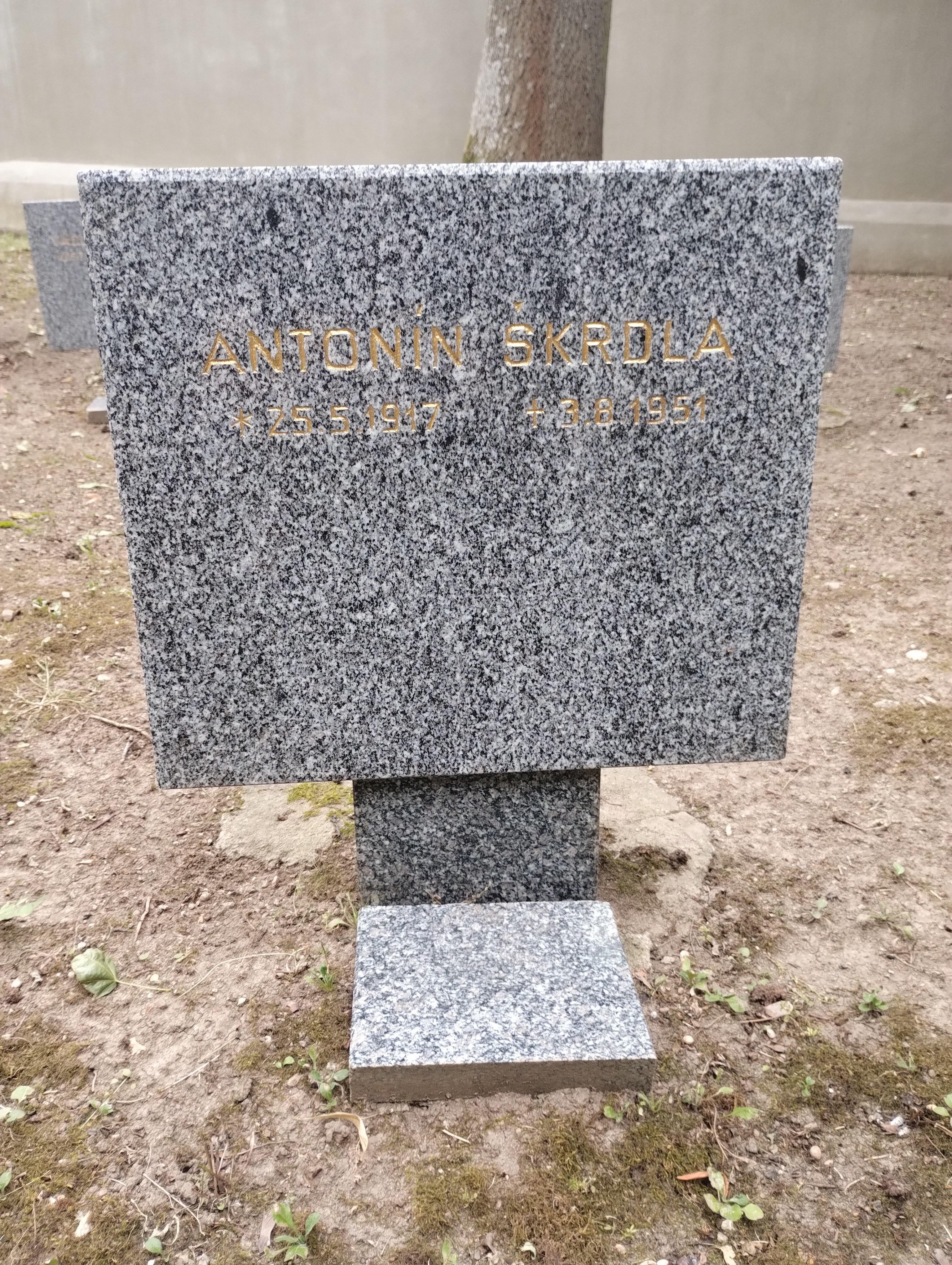
Symbolický náhrobek A. Škrdly na Čestném pohřebišti v Ďáblicích

Narodil se v roce 1917 v Heralticích. Pracoval jako vedoucí polesí. V rámci případu Babice byl v politickém procesu v červenci 1951 odsouzen k trestu smrti. Popraven byl v srpnu 1951. Rehabilitován byl po sametové revoluci v roce 1996. Jeho jméno je uvedeno na pamětních deskách v Třebíči a Jihlavě.